# История Швеции
История Швеции — история государства Швеции с пребореального периода голоцена до Нашего времени.

## Предыстория
В пребореальный период голоцена после таяния ледников последнего оледенения в XI тысячелетии до н. э. впервые заселена людьми раннемезолитической культуры Фосна-Хенсбака.
Палеогенетикам удалось извлечь ДНК трёх человек, живших около 9880-9540 лет назад, из слюны, извлечённой из фрагментов дёгтя с мезолитической стоянки Хасеби-Клев (Huseby Klev) на западе Швеции. У всех трёх индивидуумов мтДНК принадлежала к гаплогруппе U5a2d.
В эпоху неолита на юге Швеции существовала мегалитическая культура воронковидных кубков, характерными памятниками которой в Скандинавии являются рёсе — каменные гробницы-каирны. На востоке Швеции — культура ямочно-гребенчатой керамики. В среднем неолите поселения культуры ямочной керамики и культуры воронковидных кубков соседствовали на территории современной южной Швеции.
Первые археологические признаки возделывания зерновых культур на юге Швеции датируются примерно 4000 годом до н. э. В этот период земледелие стремительно проникло на 500 км к северу до озера Меларен, после чего наблюдается 1500-летний период застоя и затем следующий период земледельческой экспансии после 2200 года до н. э.

## Заселение германцами
Приблизительно в 2800-х годах до н. э. на территорию Скандинавии проникла индоевропейская культура боевых топоров. Бронза и железо доставлялись с юга. По-видимому, ряд скандинавских мифологических сюжетов относится к этому времени (Мьёльнир).
Античные авторы (Тацит) упоминают о северогерманском племени свионов, обитавших на берегах озера Меларен (Свеаланд). На крайнем юге Швеции жили гёты. В эпоху Античности германские племена Южной Швеции испытывали сильное влияние римской культуры и поэтому этот период иногда называют Римским железным веком. Вышедшие из Швеции готы впоследствии приняли участие во взятии Рима в 410 году. Скандинавские саги свидетельствуют об общегерманском сознании, когда жители Швеции знали о Рейне и нашествии гуннов. В Швеции сосредоточены памятники общегерманской рунической письменности I тыс. н. э.

## Средневековье

### Вендельский период
Согласно древнейшим источникам, в VI веке н. э. определились два главных племени: гёты на юге (Гёталанд) и свеи на севере (Свеаланд). Среди последних, если верить английским источникам, возвысился род Скильфингар, который и распространил свою власть до самого Гёталанда. Согласно древним шведским источникам, владения и гётов, и свеев распадались на мелкие княжества или конунгства, соответствовавшие нынешним «ландскапам» (областям), но в Упсале находился «двор богов», куда сходились для жертвоприношений и советов все конунги и племена. Мало-помалу этот «двор богов» приобретал всё больше и больше богатств и земель, пока, наконец, конунг упсальский Ингьяльд Коварный, последний из мужского колена рода Инглингов, не почувствовал себя в силах померяться с остальными мелкими конунгами.
Подчиняя себе силой и хитростью их владения, Ингьяльд, собственно, и положил основание объединению шведского государства, что относится историками приблизительно к 700 году н. э. Границы Швеции того времени значительно разнились от современных, так как южная часть Сконе и Халланд принадлежали тогда Дании, а северные провинции не были ещё объединены. Господство древнего упсальского княжеского рода не прерывалось в Швеции до 1060 года, совпадая со знаменательной для всей Европы «эпохой викингов» (793—1066). Из этого рода происходили и величайший конунг того времени Эрик VI Победоносный, во время долгого и славного правления которого Швеция достигла положения могущественнейшего государства Севера, подчинив себе и Данию, — и первый принявший христианство конунг Швеции Олаф (1008).

### Эпоха викингов
Эпоха викингов явилась периодом величайшего развития и напряжения духовных и физических сил скандинавского племени, вызвавшим затем известное истощение сил народа и уменьшение его численности. Роковое влияние на древнесеверную культуру имело также столкновение язычества с христианством, распространявшимся после Карла Великого с непреодолимой силой по северу Европы. Святой Ансгарий, «апостол Севера», ещё в 830 году сделал попытку насадить в Швеции христианство, но его внедрение заняло продолжительное время. Около 2-3-х веков исчезала древняя религия, оставляя след в поэзии, необычайно величавой и сурово-прекрасной, самый пышный расцвет которой относится именно к последним векам господства старой веры.
Лишь в конце XI столетия прежней религии нанесен был решительный удар сожжением древнего упсальского «двора богов» (при конунге Инге I Старшем). Переходное время от падения традиционной религии к эпохе окончательного утверждения христианства на Севере (1060—1250) отмечено серьёзными и продолжительными внутренними раздорами, вызываемыми с одной стороны борьбой двух религий, старой и новой, с другой — борьбой наиболее сильных княжеских родов из-за верховного господства в стране.
Во время этих раздоров в Швеции установилось выборное начало, передававшее верховную власть в Швеции конунгам из трёх могущественных родов, носивших имена родоначальников-конунгов: Стенкиля (1060—1125), Сверкера и Эрика IX (1130—1250).
Решительное утверждение христианства в форме католичества, в Швеции относится собственно к 1248 году, когда была окончательно утверждена (на соборе в Шеннинге) церковная иерархия и принято безбрачие духовенства. Таким образом Швеция стала одной из последних западноевропейских стран, подчинившихся могуществу римской церкви. Римско-католическое духовенство никогда, впрочем, не имело в Швеции такой силы, как в других странах.
На смену военной демократии (тинги) приходит аристократия из зажиточных крестьян. Эстергётландская династия Фолькунгов утверждается в 1250 году.
К наиболее замечательным личностям этого времени история причисляет Эрика IX Святого, одного из выборных королей Швеции, предпринимавшего крестовый поход в языческую Финляндию (1160 г.), и миссионеров: немцев Зигфрида и Стефана, англичанина Эскильда и шведа Ботвида. К выдающимся событиям надо отнести битву под Леной в Вестергётланде , произошедшую в (1208 году), когда шведы уничтожили датское королевское войско, призванное на помощь одним из конунгов-претендентов на верховную власть в Швеции. Это событие было увековечено народной памятью в преданиях и песнях. Это явилось временем известного расцвета народной поэзии — большая часть шведских народных песен сложилась в эту эпоху.
В эпоху господства династии Фолькунгов (1250—1389 гг.), самым выдающимся представителем которой являлся ярл Биргер, правивший Швецией в качестве опекуна своего сына Вальдемара I (1250-66), первого короля из рода Фолькунгов, и положивший начало завоеванию Финляндии, Швеция стала входить все в более и более близкие сношения с остальной Европой, применяясь к новым условиям и преобразовываясь по образцу других государств. Произошло окончательное разделение сословий; католическая церковь образовала настоящее государство в государстве, а дворянство присвоило себе решающую власть в стране, распоряжаясь и народом, и зачастую даже самим королём. Торговля и внутренняя, и внешняя, сильно развилась; возникли новые города; народонаселение увеличилось как путём естественного прироста, так и путём переселения чужеземцев, преимущественно немцев из ганзейских городов, которые и положили начало развитию горного дела в Швеции. Общий культурный прогресс сказался и в области законодательства; было улучшено положение женщины, упразднено рабство, древние областные законы сведены (в 1347 году) в одно целое, и этот свод в конце XIV столетия принят по всей Швеции, чем был сделан крупный шаг к объединению провинции в одно государственное целое.
Выдающееся положение дворянства ещё укрепилось привилегиями, дарованными преемником Вальдемара, королём Магнусом I Ладулосом (1275-1290 гг.), освобождавшим от налогов тех, кто нес военную службу на коне, и раздававшим лены в награду за государственную службу. Лены, впрочем, не стали наследственным достоянием, вследствие чего Швеция избавилась от зол феодализма. Магнусу наследовал сын его Биргер Магнуссон, за малолетством которого правил Торкель Кнутссон, значительно увеличивший владения Швеции в Финляндии, завоевание и крещение которой завершил сам Биргер. Последний, поддавшись наущениям своих братьев, обезглавил своего бывшего опекуна и регента, после чего ему самому пришлось вступить в ожесточенную борьбу с братьями, кончившуюся смертью для них и изгнанием для него.
В короли был избран его 3-летний племянник Магнус Эрикссон (1319 г.), который в 1332 году отвоевал у Дании Сконе, Блекинге и Халланд; но за отсутствием хорошего сухопутного сообщения, провинции эти скоро вновь отошли к Дании, с которой были связаны оживленными сношениями через Зунд. Властвуя над обоими берегами Зунда, Дания могла по своему усмотрению содействовать или препятствовать морской торговле Швеции, вследствие чего между Швецией и Данией в течение столетий и шла непрерывная борьба из-за господства над Балтийским морем. Ради обеспечения себе отношений с Европой Швеции приходилось дружить с Ганзой и голштинскими графами; вступление шведских королей в родство с царствующими домами Голштинии, Дании и Норвегии служило той же цели; она же обуславливала завоевательные попытки Швеции по отношению к России, которые были, однако, отражены Новгородом.
В 1363 году Магнус Эрикссон был свергнут с престола дворянством, усилению власти которого, кроме упомянутых причин, немало способствовали злосчастные «братские распри» (как, например, между королём Биргером и его братьями), вызывавшиеся древнегерманским обычаем раздачи ленов младшим сыновьям короля. На место низвергнутого короля дворяне избрали Альбрехта Мекленбургского (1363—1389), чтобы править от его имени по собственному усмотрению. Время правления Альбрехта совпадает с периодом наибольшего упадка в Швеции королевской власти и наибольшего могущества дворянства, от чего было мало пользы стране. В конце концов шведские вельможи свергли и Альбрехта. В это время последней представительницей древних королевских родов всех трёх северных стран, угасших в мужских поколениях почти одновременно, являлась датская королева Маргете I, которой и удалось привлечь на свою сторону шведских вельмож, а затем и объединить под своей властью все три северные государства, что и было узаконено в Кальмарской унии.
Кроме упомянутых уже выдающихся представителей эпохи Фолькунгов — Ярла Биргера, Магнуса Ладулоса и Торгильса Кнутссона, людей высоко даровитых и замечательных редкими для того времени заботами о благосостоянии простого народа, оставила след в истории св. Биргитта, первая со времен викингов, жизнь и деятельность которой имели международное значение.

### Эпоха Кальмарской унии
С этого объединения начинается последняя эпоха средневековой истории Швеции, так называемая эпоха Кальмарской унии (1389—1523).
Хотя все три объединённые под скипетром королевы Маргариты нации находились в близком кровном родстве, говорили почти одним языком, имели почти одни и те же нравы, обычаи и законы, тем не менее развитие каждой из них, как государства, шло своим путём: Дания двигалась на юг, Норвегия на запад, Швеция и на юг, и на запад, но преимущественно на восток. Действительному объединению препятствовали также большие расстояния и несовершенство путей сообщения. Увлекаемые естественными условиями и ходом истории в разные стороны, три северные государства сравнительно скоро и разошлись опять, с ещё увеличившимся за время номинального объединения чувством розни.
Уже ближайший преемник Маргариты, Эрик Померанский (1412—1439), своими феодальными стремлениями и потворством датским наместникам довел шведский народ до восстания (1434—1436), во главе которого встал бергсман Энгельбрект Энгельбректсон. Это восстание знаменует поворот в истории Швеции. С этого времени надо считать зарождение шведского национального самосознания. Рознь отдельных провинций, внутренние распри мало-помалу исчезают; выступает единый нераздельный шведский народ, поведший с датскими властителями непрерывную борьбу, отстаивая то на поле битвы, то на бесчисленных дипломатических съездах свою национальную государственность.
Основное положение Кальмарской унии, согласно которому король должен был избираться тремя народами сообща, по большой части попиралось датчанами, которые самостоятельно избирали угодного им короля и затем всеми правдами и неправдами проводили его избрание в Норвегии и Швеции. В Швеции, в противовес данофильской партии, образовалась национальная, желавшая иметь по крайней мере шведа-регента.
Во главе последней партии стояли, большей частью, члены двух линий рода Стуре, опиравшиеся главным образом на шведских крестьян. Участие в политической борьбе развивало народный дух, содействовало развитию общей культуры и гражданственности, возвращало крестьянскому сословию отнятое у него дворянами значение. Крестьянам то и дело приходилось вооружённой рукой защищать свободу страны и свою собственную, и крестьянское сословие приобретало, таким образом, все больше и больше влияния на ход государственных дел. Опираясь на ядро шведского народа, представители рода Стуре являлись своего рода некоронованными королями Швеции и были в состоянии тягаться с датскими королями, несмотря на то, что сторону последних нередко держала значительная часть шведского дворянства и высшего духовенства.
В 1436 году, после убийства Энгельбректа, шведы избрали своим регентом Карла Кнутссона, который и правил с почти королевским полновластием до 1441 года, когда шведы должны были признать своим королём Христофора Баварского, короля Дании. В его царствование была предпринята реформа законов, касавшихся управления сельской территорией государства (1442). После смерти Христофора шведы избрали королём Карла Кнутссона, но против этого восстала стоявшая за унию часть дворянства и духовенства, особенно могущественный архиепископ Йёнс Бенгтсон (Оксеншерна). В 1457 году Карл Кнутссон, проиграв решительную битву, бежал в Данциг, и датский король Кристиан I был признан королём Швеции.
В 1465 году шведы вновь восстали, и власть снова перешла к Карлу Кнутссону, сначала временно (на один год), а затем (с 1467 года) и окончательно. После его смерти (спустя три года) избран был регентом намеченный им самим кандидат, племянник его Стен Стуре Старший (1470—1504), который должен был, впрочем, временно признать над собой власть короля датского Иоганна (1497—1500).
Описанная эпоха истории, без сомнения, принадлежит к наиболее романтическим. Период возвышения крестьянского сословия (1434—1523) и освободительная борьба шведского народа не уступает по общечеловеческому интересу почти современной ей борьбе за свободу шведского народа, хотя и далеко не так общеизвестна. Когда в остальной Европе рыцарство уже находилось в упадке, в Швеции оно как раз достигло расцвета и величие его ещё усугублялось тем, что рыцарь в Швеции шёл рука об руку с крестьянином, рядом с ним боролся за общее дело — свободу родины.
К наиболее выдающимся и благородным личностям этой эпохи принадлежат Стен Стуре Младший и его жена Христина Гюлленшерна, мужество и душевные качества которой ставит её наряду с величайшими женщинами, каких знает история. Та же эпоха дала Швеции таких государственных деятелей и полководцев, как Энгельбрект Энгельбректсон, один из самых светлых образов в истории, и Стен Стуре Старший, почти 30-летнее правление которого отмечено огромным прогрессом духовного развития народа. В его правление, между прочим, основан Упсальский университет (в 1477 году) — первый университет в Швеции и на всем севере.
Из событий этой эпохи наиболее запечатлелись в памяти народной убиение (1436) Энгельбректа изменником Монсом Бенгтсоном и битва под Брункебьергом (1471), в которой шведы, под предводительством Стена Стуре Старшего, разбили наголову датчан и обеспечили стране почти четырёхлетний мир — чего не бывало за все время унии. В увлечении победой шведы стряхнули с себя и некоторую долю давней зависимости от Ганзы — упразднили долго действовавшее постановление, в силу которого немецким гостям предоставлялась половина мест в городских магистратах. Одна возможность этих условий лучше всего доказывает экономическую зависимость тогдашней Швеции от немцев. Только в правление Густава Васы Швеция в этой области, как и во многих других, приобрела полную самостоятельность.
После Стена Стуре Старшего регентом был Сванте Нильсон (1504—1512), а затем сын его Стен Стуре Младший (1512—1520), последний правитель Швеции из рода Стуре. Стен Стуре Младший пал в сражении с Кристианом II Датским, и последнему удалось ещё раз присоединить Швецию к Дании. Стремясь упрочить свою власть над Швецией, Кристиан II прибег к настолько жестоким мерам («Стокгольмская кровавая баня» 8—10 ноября 1520 года), что поднял против себя всех шведов практически поголовно.

### Правление Густава Васы
На этот раз во главе освободительного движения встал даровитый Густав Васа, производивший свой род от древних шведских королей. В 1523 году он был провозглашён королём Швеции. Кальмарская уния была разорвана навсегда.
Открывшая новую эру для Швеции династия Васа принадлежит к наиболее даровитым и прославленным во всемирной истории. Основатель династии, Густав Васа, вновь объединил и укрепил, распавшийся было и наполовину уничтоженный, шведский народ, освободил его и от политической зависимости (от Дании), и от экономической (от Ганзы), и от церковной (от папства), введя реформацию. Следы военного положения, длившегося для Швеции около ста лет, были почти стёрты мирной и мудрой политикой Густава, благодаря которой Швеция впервые заняла место полноправного члена в семье европейских государств.
Сама личность короля внушала к нему неподдельное уважение и любовь; несмотря на горячий нрав и чересчур патриархальный образ правления, «старый король Гёста» живёт в памяти народной, как идеал шведского короля, не затемнённый и более известными во всемирной истории Густавом II Адольфом и Карлом XII.

### Победа Реформации в Швеции
Сделав королевскую власть наследственной в своем роде и дав Швеции прочную династию, Густав Васа, однако, не избежал обычной в те времена ошибки, признав право младших братьев короля на участие в отцовском наследии, что повело за собой раздробление государства и новые кровавые распри между его потомками. Наследовавший отцовскую корону старший сын Густава I, Эрик, недолго усидел на троне (1560—1568), низвергнутый братьями. Неспокойно было и царствование следующего брата Юхана III (1568—1592), в правление которого начало было опять поднимать голову католичество.
Сын и наследник Юхана, Сигизмунд, избранный ещё при жизни отца (1587) королём польским, был ярый католик, и все симпатии шведов скоро перешли на сторону его дяди и соперника, младшего сына Густава, которому и суждено было вновь собрать государство и упрочить королевскую власть. В 1599 году он низверг Сигизмунда и стал сначала регентом, а затем и королём, под именем Карла IX. В нём Швеция опять обрела перворазрядного правителя, напоминавшего лучших из рода Стуре и, подобно им, друга простого народа.
Ещё в качестве регента Карл IX способствовал окончательной победе реформации (церковный собор в Упсале 1593 году). В царствование сына Карла IX, Густава II Адольфа, явившегося новатором и реформатором во многих областях, был положен конец дроблению государства между наследниками короля и ослаблявшим Швецию междоусобицам. Уже с начала второй половины XVI в. Швеция вновь стала на путь завоеваний по ту сторону Балтийского моря.
Внешней причиной послужил распад Ливонского ордена, из-за наследия которого и завязалась борьба между соседними государствами. "Целью борьбы было все то же историческое стремление к господству над Балтийским морем. Борьба эта сначала довела Швецию до вершины могущества, а затем до края гибели. Для Швеции в те времена обладание Балтийским морем было жизненным вопросом, вследствие отсутствия хороших сухопутных сообщений; путь из Стокгольма в Ригу по морю был несравненно доступнее и удобнее, нежели, например, путь из Смоланда в западный Готаланд.
Естественно, что центр Швеции больше тяготел к забалтийским владениям, нежели к отдаленным владениям на Скандинавском полуострове, и что Швеция, ради укрепления за собой Эстляндии (1561), отказалась в пользу Дании от Готланда (1570) и от притязаний на Сконе, Халланд и Блекинге. Шведский народ в эту эпоху жил, в сравнении с эпохой унии, более скромной духовной жизнью, уже не выдвигая из своей среды стольких замечательных личностей и прогрессируя, главным образом, в экономической области и на политическом поприще. Реформация, явившаяся самым великим делом данной эпохи, принесла свои плоды лишь в следующем столетии. Из поборников реформации наиболее выдающимся был Олаус Петри, за которым большие заслуги как в этой области, так и в области литературы. К деятелям этой эпохи относятся ещё два величайших морских героя Швеции — Якоб Багге и Клас Горн.
Для сохранения общей связи шведские историки обыкновенно считают начало эпохи великодержавия политического величия Швеции от вступления на престол Густава II Адольфа (1611), хотя собственно она начинается с участия Густава Адольфа в 30-летней войне (1630). Она охватывает почти весь XVII в. и правление следующих государей: Густава II Адольфа (1611—1632), Кристины (1632-54), Карла Х Густава (1654—1660), Карла XI (1660—1697) и Карла XII (1697—1718). Если прибавить к этому ещё предшественника Густава-Адольфа, Карла IX, то во всемирной истории редко можно встретить такой ряд выдающихся правителей.
Лишь период регентства во время малолетства Карла XI (1660—1672) производит впечатление чего-то незначительного. Личность и судьба Густава II Адольфа, как и судьба Швеции за время его царствования, пользуются, за пределами Швеции, большей известностью, нежели какие-либо другие лица и моменты, относящиеся к истории Швеции. Он удачно закончил начатую его отцом и вначале несчастную для Швеции войну с Польшей, Россией и Данией, а подвигами своими в 30-летнюю войну положил начало небывалому возвеличению Швеции. Участие Густава II Адольфа в Тридцатилетней войне было в одинаковой степени актом политической обороны против честолюбивых стремлений Габсбургского дома, и великодушной симпатии к немецким единоверцам. Победа под Брейтенфельдом (Лейпцигом) сразу возвела Швецию на степень великой державы.
Со смертью Густава-Адольфа (в битве под Люценом, 1632) только что приобретенное положение Швеции поколебалось, но государственный ум и способности Акселя Оксеншерны (управлявшего страной во время малолетства Христины) и блестящие военные подвиги шведских полководцев не только восстановили его, но и обеспечили за Швецией ещё более выдающуюся роль в Европе. По окончании войны (1648) Швеция господствовала над устьями всех рек Германии и над большей частью побережья Балтийского моря. По миру в Бромсебро, после одержанной Торстенсоном победы над датчанами, Швеция приобрела Емтланд, Херьедален, Готланд и Эзель, оставила за собой на 30 лет Халланд и освободилась от Зундской пошлины (в пользу Дании).

## Шведская империя (1648—1721)
По Вестфальскому миру Швеции достались немецкие герцогства Бремен и Верден, вся восточная и часть западной Померании (Шведская Померания) и Висмар. В 1654 году королева Кристина, все более и более запутывавшаяся в сетях католицизма и неспособная бороться с внутренними затруднениями, отказалась от короны в пользу своего двоюродного брата, который и вступил на шведский престол под именем Карла Х Августа.
В его царствование политическое могущество и территориальные приобретения Швеции достигли своего зенита. По миру в Роскилле отошли от Дании к Швеции Тронхейм, Борнхольм, Блекинге, Сконе, Халланд и Бохуслен. Через 2 года Тронхейм и Борнхольм были возвращены Дании, но зато Швеция приобрела по миру с Польшей всю Лифляндию.
Таким образом, Швеция, наконец, обзавелась на Скандинавском полуострове естественными границами с Данией, сохранившимися и до сих пор, и народонаселение её увеличилось почти на 1/3. В 1660 году, когда скончался Карл X, оставивший малолетнего сына Карла XI, территориальные владения охватывали всю нынешнюю Швецию, Финляндию, Эстляндию, Лифляндию, Ингерманландию, восточную Померанию и часть западной, Висмар, Бремен и Верден, то есть пространство приблизительно в 900000 км², с населением около 3 млн. Продолжительные войны и неожиданное политическое возвеличение повлекли за собой важные последствия для внутренней жизни страны. Усиленное общение с Европой оказало сильное воздействие на общую культуру Швеции, чему много содействовали и заботы Густава-Адольфа, Оксеншерны и Карла X.
Политический и культурный прогресс был, однако, куплен тяжёлыми экономическими жертвами; простой народ изнемогал под непосильным бременем налогов и постоянных призывов к оружию. Зато дворянство сильно выиграло и во власти, и в богатстве. В стране повсюду вырастали замки, переполненные военными трофеями, предметами роскоши и искусства; в руках дворянства сосредоточивалось все больше и больше земельных угодий, служивших дворянам наградой за службу государству.
В 1668 году, с целью контроля за возросшей более чем в пять раз денежной массой, был создан один из первых в мире центральных банков — «Riksbank».
Неудачная война с Данией, Бранденбургом и др., начатая в 1672 году регентом в расчете на помощь и субсидию Франции и окончившаяся в 1679 году потерей большей части Померании по правую сторону Одера, вконец расстроила финансы страны и обусловила необходимость редукции (1680), путём которой корона вернула себе розданные дворянству земельные владения. Это произвело настоящий экономический переворот и сломило могущество дворян, которые стали с тех пор только слугами государства, а не господами в нём. Одновременно было урегулировано положение шведской государственной церкви, время духовного и политического могущества которой окончилось в XVI в. Сама форма государственного правления подверглась коренным изменениям.
Ещё Густавом-Адольфом была подготовлена, а Акселем Оксеншерна завершена в 1634 году реформа, укреплявшая единство государства и ставившая во главе его короля, опиравшегося на государственный совет, в состав которого входили главы высших дворянских родов. Мало-помалу, вместе с возвышением и обогащением дворянства, возрастало и его влияние на ход государственных дел, но одновременно подготовлялась и реакция. С одной стороны, военные победы и усиление политического могущества страны способствовали увеличению престижа королевской власти, вообще в эту эпоху все больше усиливавшейся в Европе, с другой — бедственное экономическое положение народа после войны, подготовленной слабыми опекунами Карла XI, довело всеобщее недовольство государственным советом и дворянами до крайних пределов, и все это вместе привело к провозглашению абсолютной королевской власти (1680).
Риксдаг, достигший за XVI столетие значительного развития, не был, впрочем, упразднен новой формой правления и ни разу не созывался только в царствование Карла XII. Первый шведский монарх-самодержец, Карл XI, с редкой добросовестностью заботился о благе страны и оберегал её внешний и внутренний мир. Вознесенная дарованиями своих правителей и ходом событий на столь высокую ступень политического могущества, Швеция не смогла, однако, прочно удержаться на ней.
По итогам 21-летней Северной войны с Россией, которая началась для Швеции весьма удачно, страна утратила имперское могущество, потеряв при этом Ингерманландию, Карелию, Эстляндию, Лифляндию, южную часть Финляндии, а также почти все земли на южном побережье Балтики, превратившись во второстепенную державу.

## Швеция в 1721—1792 годах
Смерть Карла XII подала сигнал к коренному изменению шведского государственного строя. Страх перед крайностями абсолютизма, надолго выбившими страну из колеи мирной жизни, был настолько глубок и всеобщ, что Швеция разом кинулась в противоположную крайность: риксдагу была присвоена не только вся законодательная власть, но и значительная часть исполнительной. Состав риксдага остался прежний, то есть в него входили представители всех четырёх сословий: дворянства, духовенства, бюргеров и крестьян.
Решающий голос приобрело, однако, дворянство, в особенности многочисленные мелкие дворяне, а крестьянство, напротив, утратило значение. Мало-помалу фактическая власть сосредоточилась в руках так называемого Секретного комитета, составленного из представителей лишь первых трёх сословий; королевская власть стала почти номинальной, и сами короли — супруг сестры и наследницы Карла XII Ульрики Элеоноры, Фредрик I (Гессен-Кассельский, 1720—1751), и преемник его Адольф Фредрик (Голштинский, 1751—71) лично внушали к себе мало уважения. Словом, в эпоху «правления риксдага» Швеция скорее всего представляла собой аристократическую республику — явление довольно замечательное для того времени, когда почти повсюду в Европе господствовало самодержавие.
Печальными для Швеции событиями этой эпохи явились война с Россией в 1741—1743 годах, закончившаяся Абоским мирным договором, по которому Швеция потеряла ещё часть Финляндии до реки Кюмийоки (шведское название «Кюмени»), и партийные раздоры (так называемые партии «шляп» и «колпаков»). Из многих существенных недостатков государственной системы наиболее роковым было общераспространённое под конец взяточничество чиновников, позволявшее представителям иностранных держав обеспечивать свои интересы в ущерб самым существенным интересам Швеции.
Зато эпоха правления риксдага, именуемая в литературе также «эрой свобод», послужила шведскому народу подготовительной школой, которую он — правда, дорогой ценой — прошёл ранее какого-либо из европейских народов, за исключением английского. И если в наши дни Швеция представляет образец высокого развития конституционной формы правления, то она немало обязана этим тому опыту, которым обогатилась в упомянутой школе. Главное значение данной эпохи, однако — в экономическом и духовном прогрессе Швеции.
Отброшенный с чересчур широкой арены деятельности, лишенный прежнего влияния на судьбы Европы, шведский народ с увлечением отдался делу мирной внутренней культуры и достиг небывалых успехов, особенно на поприще науки, выдвинув из своей среды таких деятелей, как всемирно известный естествоиспытатель Карл Линней, с его многочисленными учениками и последователями (Тунбергом, Кальмом, Форссколем и др.); выдающиеся химики Шееле, Бергман, Берцелиус и Ган; физик Цельсий; универсальный гений Сведенборг; положивший основание образцовой шведской статистике астроном Варгентин; основатель крупной промышленности Швеции Альстрёмер; крупные литературные силы — Далин, Крейц и Бельман. В начале эпохи государственные дела, направляемые таким выдающимся государственным деятелем, как Арвид Горн, шли всё-таки более или менее удовлетворительно, но под конец теневые стороны данного правительственного строя стали выступать все резче; взяточничество подвергало опасности даже международное положение Швеции.
Наследнику Адольфа Фредрика, королю Густаву III (1771—1792), уже на втором году царствования удалось произвести государственный переворот с изумительной лёгкостью, без всякого кровопролития или даже серьёзного сопротивления. В 1772 году была объявлена новая конституция, в силу которой королевская власть значительно усилилась, не переходя, однако, в настоящее самодержавие, и этим событием открылась новая эпоха — Густава. Народ, уставший от партийной борьбы, с доверием примкнул к королю, увлекавшемуся идеей просвещенного абсолютизма и некоторое время правившему в этом духе.
Густав III был, однако, натурой артистической, со всеми преимуществами и недостатками её; он искренне любил свою страну, всеми силами старался возвеличить её, но ему недоставало выдержки и, главное, умения считаться с финансами. Он окружил себя поэтами, художниками и артистами, покровительствовал искусству и сам пробовал свои силы на различных его поприщах, в качестве же реформатора и благодетеля народа скоро остыл и под конец сильно запутал и свои личные финансы, и финансы страны.
Ради отвлечения все увеличивавшегося внутреннего недовольства он при поддержке Англии, Голландии и Пруссии затеял войну с Россией, но она не принесла Швеции никакой пользы и закончилась Верельским мирным договором на условиях сохранения довоенных границ. В 1789 году, не умея иначе сломить оппозицию дворянства, король прибег к новому государственному перевороту, которым было почти восстановлено самодержавие.

## Швеция в XIX веке
Достигнув совершеннолетия, Густав IV сначала подавал хорошие надежды, так как отличался добротой и бережливостью; главные его недостатки — самонадеянность и высокомерие — стали давать о себе знать уже позже. Первые годы его царствования прошли благополучно, но ненависть к Наполеону и высокомерная идея о том, что ему, Густаву, предназначено уничтожить выскочку-корсиканца, втянули Швецию в рискованную политику. Густав IV примкнул к коалиции держав против Франции в 1805 году. Эта война окончилась для союзников неудачно, но Швеция вела войну с Францией до 1810 года.
Наполеон, желая наказать Швецию, заключил союз с Россией и Данией, и Швеция очутилась в самом критическом положении. В конце февраля 1808 года российские войска вступили на территорию Финляндии, а в марте 1808 года Дания по требованию Наполеона объявила войну Швеции. Было решено сменить недееспособного правителя, которого созванный в 1809 году риксдаг и объявил низложенным. Затем риксдаг выработал новую конституцию и избрал королём бывшего регента Швеции, герцога Карла, под именем Карла XIII (1809—1818).
Устроив свои внутренние дела, Швеция поспешила, путём некоторых жертв, обеспечить себе и внешний мир. Договором во Фридрихсгаме Швеция уступила России всю Финляндию до рек Торнео и Муонио и Аландские острова. Наследником шведского престола был избран датский принц Карл Август (король Карл XIII был стар и бездетен). Чтобы угодить Франции, Швеция присоединилась к «континентальной системе» и объявила войну Великобритании.
Риксдаг 1809 года лишил Густава IV Адольфа и его потомков права занимать шведский престол. После принятия новой конституции вместо него королём выбрали его дядю Карла XIII. Новая конституция включала новый порядок наследования и форму правления. Она основывалась на принципе разделения власти и была предшественником парламентаризма. У короля сохранялась некоторая законодательная власть, а также сохранялось сословное деление риксдага. Однако основные гражданские права и обязанности уже были обозначены в конституции.
Поскольку Карл XIII находился в преклонном возрасте и не имел детей, встал вопрос о выборе наследника престола. На проведённых выборах риксдаг выбрал французского маршала Жана Батиста Бернадота кронпринцем Швеции. Осенью того же года он прибыл в Швецию, перешёл в лютеранскую веру, был усыновлён Карлом XIII и принял имя Карл XIV Юхан.
В результате наполеоновской оккупации Шведской Померании и последующего за этим вступления Швеции в войну на стороне антинаполеоновской коалиции союзник Франции Дания, оказавшаяся в лагере побеждённых, вынуждена была уступить Норвегию Швеции по Кильскому мирному договору. 
Норвегия не пожелала подчиниться такому решению своей судьбы, в котором сам норвежский народ не принимал участия, и в конце июля 1814 года началась шведско-норвежская война, продлившаяся чуть более двух недель. Королю Карлу XIV Юхану удалось мирным путем добиться соглашения с норвежцами: Швеция признавала право Норвегии на внутреннюю самостоятельность, её парламент, конституцию и право иметь собственные законы, при этом состоя в унии с монархом Швеции и имея с ней общую внешнюю политику. Уния была расторгнута Карлстадскими соглашениями 1905 года, после чего Норвегия обрела полную независимость и собственного короля — Хокона VII.
Карл XIV Юхан был коронован королём в 1818 году, после смерти Карла XIII. Новый король был консерватором и проводил политику, направленную на неучастие Швеции в возможных войнах.
Оппозиция стремилась к увеличению роли риксдага, но Карл XIV Юхан был склонен решать даже самые важные вопросы единолично или вместе с преданными ему людьми, что шло вразрез с основными законами страны. Когда популярный публицист Крузенстольпе летом 1838 года был привлечён к ответственности за оскорбление короля в печати и приговорён к трём годам тюрьмы, то это вызвало продолжительные волнения в Стокгольме.
Швеция в начале XIX века продолжала оставаться аграрной страной, но к середине века началась индустриализация. Толчок к ней дал спрос на шведское сырьё, такое как древесина и железная руда в уже промышленных странах, в первую очередь Англии, Бельгии и Нидерландах. Развитие деревообрабатывающей промышленности на больших территориях в северной Швеции привело к накоплению капитала и потребности его аккумуляции, что и дало начало развитию других областей промышленности и быстрому росту городов. Растущим городам требовалась рабочая сила, которая пополнялась за счёт притока сельских жителей. Росту городов способствовали также и реформы проведённые при Карле XIV Юхане в демографической и сельскохозяйственной политике: меры направленные на снижение детской смертности (вакцинация и т. д.), а также распространение картофеля в качестве одной из основных сельскохозяйственных культур вызвали демографический бум среди крестьянского населения, продолжавшийся весь XIX век, чему способствовало и длительное нахождение страны в мире. К тому же проведённые ещё во второй половине XVIII-го века земельные реформы, направленные на укрупнения хозяйств, повысили эффективность сельского хозяйства. Деревня в традиционном виде исчезает с большей территории страны, так как пашни, ранее изрезанные на маленькие кусочки, теперь собираются в бо́льшие и делятся между крестьянами, которые, покинув свои дома в деревне, строят дворы непосредственно у своих полей. Между 1815 и 1850 годами население Швеции выросло с 2,5 до 3,5 миллиона человек. Происходит концентрация земли у меньшего количества зажиточных крестьян. Таким образом сельские рабочие, не находя средств выжить дома, отправляются на заработки в растущую промышленность городов.
Эффективизация сельского хозяйства, однако, создала столь большой излишек рабочей силы, что даже растущие города не были в состоянии полностью покрыть его. Это создавало многие социальные проблемы в сельской местности, одним из путей разрешения которых стала широкомасштабная эмиграция крестьян в Северную Америку с 1850-х годов. Правительство США предоставляло хорошие условия аренды земли и поэтому многие шведы, имеющие возможность оплатить дорогу, отправлялись за океан. Эмиграция продолжалась до начала XX века и достигла своего пика в 1880-х. Неурожайные годы дома совпадали со всплесками роста уезжающих. Всего эмигрировало 1,2 миллиона шведов, 200 тысяч из которых вернулись домой, зачастую с новыми знаниями, идеями и капиталом.
В 1810 году по указанию Карла Юхана было начато строительство дорогостоящего Йёта-канала, который должен был соединить восточное и западное побережья Швеции. В 1844 году канал был открыт для судоходства, но развитие грузовых судов к тому времени уже сделало канал малоэффективным, так как было легче обогнуть страну, чем плыть по каналу, который не может принять достаточно большие судна. К тому же, пошлины за проход через Эресунн были отменены в 1857 году, а они были одной из основных причин начала строительства канала. Кроме того, всего десятилетие спустя началось строительство первых, высокоэффективных по сравнению с судоходством, железных дорог, и уже в 1862 году Стокгольм и Гётеборг были соединены железной дорогой.
В 1842 году Швеция ввела обязательное начальное образование для детей и обязало коммуны организовывать начальные школы. Впрочем, к тому времени большинство детей уже ходило в школу.
После смерти Карла Юхана в 1844 году, консервативная политика правительства сменилась либеральной, и при его наследниках Оскаре I и Карле XV были проведены ряд реформ, направленных на либерализацию экономики. Власть по-прежнему оставалась в основном у знати и крупных землевладельцев, тогда как у крупных промышленников большой политической власти в сословном риксдаге ещё не было. Последний всё больше воспринимался как устаревший. В 1866 году группой либералов, возглавляемых Луйсом де Гером, была инициирована реформа, которая заменяла сословный риксдаг на двухпалатный. Новый риксдаг состоял из 315 депутатов. Во вторую палату парламента депутаты выбирались, при этом выбранными могли быть только мужчины от 35 лет с определённым состоянием. Правом голоса также обладали лишь мужчины с определённым уровнем достатка. Всего право голоса было, по состоянию на 1866 год, у около 20 % взрослого мужского населения. В первую палату депутаты назначались, её состав был большей частью знатным.

## Швеция в XX веке
Быстрый процесс монополизации (в металлургической, целлюлозной, машиностроительной и военной промышленности) и высокая конъюнктура характеризует экономическое развитие Швеции между первой и второй мировыми войнами. После 1920 года политика социал-демократических правительств (в 1926—1932 годах — либерального и консервативного правительств) способствует стабилизации капитализма, что, в свою очередь, порождает теорию о шведском «государстве всеобщего благоденствия».
Относительно благоприятная экономическая конъюнктура, сложившаяся для Швеции к концу второй мировой войны, и сохранение внешнеполитического нейтралитета определяют быстрый экономический подъём Швеции. В 1961 году экспорт капитала составил около 350 млрд крон. Правящая социал-демократическая партия отстаивает внешнеполитический нейтралитет страны и осуществляет относительно прогрессивные социальные реформы.
- 1909 — Всеобщая забастовка
- 1914, 8 августа — Швеция объявила о нейтралитете в Первой мировой войне[7]
- 1917, 5 июня — Столкновения между полицией и рабочими Стокгольма, проводящими демонстрацию за демократизацию конституции.
- 1918 — Риксдаг (парламент) принимает закон о введении всеобщего избирательного права и 8-часового рабочего дня.
- 1920
  - март — Карл Брантинг (первый социал-демократ, ставший в 1917 году членом шведского правительства) формирует первое чисто социал-демократическое правительство.
  - май — Провал попытки Швеции отторгнуть Аландские острова. Спор с Финляндией заканчивается подписанием в октябре 1921 года конвенции, по которой острова остаются за Финляндией, но получают автономию и не могут быть использованы для строительства на них военных укреплений.
- 1924 — Признание Швецией Советского Союза и заключение с ним торгового договора.
- 1931 — Швецию охватывает мировой экономический кризис. Развёртывается широкое забастовочное движение.
  - май — В Одалене войска стреляют в рабочую демонстрацию; пять человек убито. Возмущение в стране.
- 1932 — Крах концерна Крюгера (спичечная монополия).
  - сентябрь — Образование социал-демократического правительства П. А. Ханссона, который остаётся премьер-министром с небольшим перерывом вплоть до 1946 года.
- 1933, март — Наивысшее число безработных — 187 тыс. человек.
- 1939 — Швеция вместе с Норвегией и Финляндией отклоняет заключение пакта о ненападении с гитлеровской Германией, однако высказывается против применения санкций в отношении агрессора и отвечает на угрозы Германии «заявлением о нейтралитете».
- 1939
  - апрель — Главнокомандующий шведской армией генерал У. Тернелль, командующий штабом сухопутных войск генерал Х. Юнг и командующий ВМС вице-адмирал Ф. Тамм прибывают в Германию для поздравления А. Гитлера с его 50-летием.
  - 3 сентября — Попытка чрезвычайного посла нацистской Германии фон Хасселя добиться продолжения поставок шведской руды в Германию.
  - октябрь-ноябрь — Неоднократные протесты шведского правительства против вторжения германских военно-морских сил в территориальные воды Швеции и потопления шведских торговых судов.
- 1940
  - 12 апреля — Заявление премьер-министра Ханссона о строгом нейтралитете Швеции; отклонение, как несовместимого с нейтралитетом, использования территории Швеции воюющими странами для транспортировки своих военных грузов.
  - 15 апреля — Требование гитлеровской Германии разрешить перевозку через территорию Швеции продовольствия для расположенных в Норвегии (особенно в Нарвике) германских войск. Швеция соглашается, однако отказывается допустить транзит оружия и военнослужащих.
  - 17 апреля — Шведское министерство иностранных дел направило своему посланнику в Москве инструкции с предложением выразить Советскому правительству благодарность за усилия по обеспечению шведского нейтралитета.
  - 19 апреля — Письмо короля Густава V Гитлеру, в котором заявлено, что Швеция будет бороться всеми средствами против любого нарушения её нейтралитета кем бы то ни было.
  - 18 июня — После захвата Норвегии нацистской Германией Швеция уступает нажиму и разрешает неограниченный транзит в Норвегию оружия и военнослужащих-отпускников из Норвегии в Германию.
  - июль — заключение шведско-германского торгового соглашения, предусматривавшего расширение товарообмена между Швецией и Германией (в 1940 г. он составил более 1,5 млрд крон)[8]. После заключения соглашения более 90 % потребностей немецкой экономики в железной руде будет обеспечиваться Швецией.
- 1941
  - 28 октября — король Густав V направил послание А. Гитлеру с благодарностью за разгром большевизма.
- 1941
  - лето-осень — Неоднократные боестолкновения между шведскими королевскими ВМС и ВМС СССР в Балтийском море. (По подсчётам бывшего в то время командующим КБФ адмирала В. Трибуца, каждая советская подводная лодка, возвратившаяся на базу в кампанию 1942 г., в течение одного боевого похода имела в среднем 4 боевых столкновения с кораблями и самолётами шведских ВМС).
- 1941-43 — Швеция активно снабжает нацистскую Германию железной рудой, являясь главным поставщиком железа для Рейха.
- 1943, 1 августа — Правительство Швеции запрещает транзит германских военных грузов.
- 1945, 1 августа — Социал-демократическое правительство, возглавляемое Ханссоном (после его смерти в октябре 1946 году премьер-министром становится Таге Эрландер), заявляет о продолжении Швецией политики нейтралитета.
- 1948, 3 июля — Присоединение к плану Маршалла.
- 1949, 29-30 января — Организованные по инициативе Швеции переговоры с Данией и Норвегией о создании нейтралистского скандинавского оборонительного сообщества заканчиваются безрезультатно.
- 1950, 29 октября — После смерти короля Густава V на трон вступает король Густав VI Адольф.
- 1950—1951 — Сильные инфляционные тенденции.
- 1951, 30 сентября — Сформирование коалиционного правительства из социал-демократов и представителей партии «Крестьянский союз», обусловленное инфляционным кризисом, а также желанием социал-демократов укрепить правительственное большинство в парламенте. Активизация вмешательства государства в экономику и осуществление ряда реформ (национализация крупной угольной компании «Луоссаваара-Киирунаваара» в 1955 году); во внешней политике — упрочение нейтралитета страны. В октябре 1957 года вновь формируется однородное социал-демократическое правительство.
- 1953, февраль — Швеция вступает в члены Северного совета.
- 1956, 29 марта-4 апреля — Визит шведской правительственной делегации во главе с Таге Эрландером в СССР, в ходе которого подписано шведско-советское заявление о мирном сотрудничестве.
- 1958
  - февраль — Вручение премьер-министру Таге Эрландеру петиции (95 тыс. подписей) против атомного вооружения. Население Швеции выступает против намерений реакционных сил приобрести атомное оружие для шведской армии.
  - 1 июня — Буржуазные партии теряют большинство во время внеочередных выборов во вторую палату парламента. Это означает фактическую победу социал-демократов, требовавших введения всеобщего социального обеспечения для престарелых (окончательно закон принят в 1959 году).
- 1959, 20 ноября — Швеция вступает в Европейскую ассоциацию свободной торговли.

- 1961, 26 октября — Министр иностранных дел Швеции Бу Эстен Унден выступает в Политическом институте ООН с предложением о создании «клуба государств, не имеющих атомного оружия».
- 1968, на выборах социал-демократы получили большинство мест в обеих палатах Риксдага впервые после 1940.
- Октябрь 1969, премьер-министром стал молодой Улоф Пальме.
- 1976, коалиция центристов, умеренных и либералов получила большинство мест в Риксдаге и сформировала правительство во главе с председателем Партии центра Турбьёрном Фельдином.
- Февраль 1986, Улоф Пальме был убит на одной из улиц Стокгольма, его преемником стал Ингвар Карлссон.

## Швеция в XXI веке

### 2000-2010 годы
Население Швеции по сравнению 2000 и 2010 года подросло, прибавился коэффициент рождаемости, прибавилась естественная прибыль населения.

## Швеция и Европейский союз
В 1991 Швеция обратилась с просьбой о принятии в ЕС. После одобрения на национальном референдуме 1994 года Швеция в 1995 году стала членом ЕС, хотя и сохраняет собственную валюту — шведскую крону.